# قائمة رؤساء حكومات المغرب
رئيس الحكومة حاليًا والوزير الأول سابقًا، يعينه الملك من الحزب السياسي الذي تصدر انتخابات أعضاء مجلس النواب وعلى أساس نتائجها (الفصل 47 من دستور 2011).
كان الفصل 24 ل دستور المغرب، الذي يعود لسنة 1962، ينص على ان الملك هو المتحكم في مسألة تعيين الوزير الأول، حيث ينص في فقرته الأولى: "يعين الملك الوزير الأول"، محددا اختصاص المؤسسة الملكية دون وضع أي شرط يربط تعيين الوزير الأول بالانتخابات.
أسند منصب الوزير الأول في أول حكومة إلى شخصية غير منتمية سياسيا وهو امبارك البكاي والذي ترأس من جديد رئاسة الحكومة الثانية، ولم تسند الوزارة الأولى إلى شخصية منتمية سياسيا إلا عند تشكيل الحكومة الثالثة، وهو أحمد بلا فريج. واسندت الحكومة الرابعة إلى عبد الله إبراهيم والتاسعة إلى السيد أحمد باحنيني، على اساس أن الحكومات السادسة والثامنة تم اسنادها إلى الملك الحسن الثاني، وبعد ذلك سيتم تعيين وزراء محايدين كما هو الشأن بالنسبة لمحمد بنهيمة، والدكتور أحمد العراقي، ومحمد كريم العمراني. وعلى إثر انتخابات 3 يونيو 1977 أسند منصب الوزير الأول للأغلبية بإسناده لأحمد عصمان الذي كان يمثل الأغلبية التي فازت في انتخابات 1977 كأحرار، ولم يكن زعيما لحزب سياسي، غير أنه بعد ذلك سيتم تعيين وزيراً أولا لا علاقة له بالأغلبية البرلمانية، ولا هو زعيم حزب سياسي، وهو المعطي بوعبيد، الشيء الذي سيستمر مع الوزراء الذين تعاقبوا فيما بعد: محمد كريم العمراني في حكومتي 1983 و1985، وعز الدين العراقي في حكومة 1986، وخلفه محمد كريم العمراني 1993.

## صلاحيات رئيس الحكومة
حمل الدستور الجديد للمغرب، الذي تم التصويت عليه في استفتاء 1 يوليو 2011، تحولًا نوعيًا في اختصاصات رئيس الحكومة، وهي التسمية التي حلت محل الوزير الأول بمقتضى هذا الدستور. ويمكن تلخيص أهم صلاحيات رئيس الحكومة في ما يلي:
- يمارس رئيس الحكومة السلطة التنفيذية، ويمكن أن يفوض بعض سلطه إلى الوزراء (الفصل 90 من الدستور).

- يرأس رئيس الحكومة مجلس الحكومة الذي يتداول في القضايا والنصوص التالية: السياسة العامة للدولة قبل عرضها على المجلس الوزاري، السياسات العمومية، السياسات القطاعية، القضايا الراهنة المرتبطة بحقوق الإنسان وبالنظام العام، مشاريع القوانين، ومن بينها مشروع قانون المالية، قبل إيداعها بمكتب مجلس النواب دون إخلال بالأحكام الواردة في الفصل 49 من الدستور، مراسيم القوانين، مشاريع المراسيم التنظيمية، مشاريع المراسيم المشار إليها في الفصول 65 و66 و70 من الدستور، المعاهدات والاتفاقيات الدولية قبل عرضها على المجلس الوزاري، تعيين الكتاب العامين، ومديري الإدارات المركزية بالإدارات العمومية، ورؤساء الجامعات والعمداء، ومديري المدارس والمؤسسات العليا وكذا التعيين في باقي المناصب العليا المشار إليها في القانون التنظيمي رقم02-12.

- يطلع رئيس الحكومة الملك على خلاصات مداولات مجلس الحكومة.

- لرئيس الحكومة أن يطلب عقد المجلس الوزاري (الفصل 48 من الدستور)، ويتداول في: التوجهات الإستراتيجية لسياسة الدولة ومشاريع مراجعة الدستور ومشاريع القوانين التنظيمية والتوجهات العامة لمشروع قانون المالية، ومشاريع القوانين-الاطار ومشروع قانون العفو، ومشاريع النصوص المتعلقة بالمجال العسكري، وإعلان حالة الحصار، وإشهار الحرب، ومشروع مرسوم حل مجلس النواب، والتعيين في بعض الوظائف المدنية وتعيين المسؤولون عن المؤسسات والمقاولات الإستراتيجية.

- يمكن لرئيس الحكومة، بتفويض من الملك، أن يرأس مجلس الوزراء على أساس جدول أعمال محدد (الفصل 48 من الدستور) .

- يمكن لرئيس الحكومة، بتفويض من الملك، أن يرأس المجلس الأعلى للأمن على أساس جدول أعمال محدد (الفصل 54 من الدستور).

- يعين رئيس الحكومة في الوظائف المدنية في الإدارات العمومية وفي الوظائف السامية في المؤسسات والمقاولات العمومية، دو ن إخلال بأحكام الفصل 49 من الدستور. ويمكن له تفويض هذه السلطة (الفصل 91 من الدستور).

- يقترح رئيس الحكومة المرشحين للتعيين في المناصب المدنية المنصوص عليها في الفصل 49 من الدستور.

لرئيس الحكومة أن يطلب من الملك إعفاء عضو أو أكثر، من أعضاء الحكومة.
- لرئيس الحكومة أن يطلب من الملك إعفاء عضو أو أكثر، من أعضاء الحكومة، بناء على استقالتهم، الفردية أو الجماعية. ويترتب عن استقالة رئيس الحكومة إعفاء الحكومة بكاملها. وتواصل الحكومة المنتهية مهامها، تصريف الأمور الجارية إلى غاية تشكيل الحكومة الجديدة.

- يقدم رئيس الحكومة الأجوبة عن الأسئلة المتعلقة بالسياسة العامة أمام مجلس البرلمان الذي يعنيه الأمر، وتخصص لهذه الأسئلة جلسة كل شهر (الفصل 100 من الدستور).

- يعرض رئيس الحكومة أمام البرلمان الحصيلة المرحلية لعمل الحكومة، إما بمبادرة منه أو بطلب من ثلث أعضاء مجلس النواب أو من أغلبية أعضاء مجلس المستشارين (الفصل 101 من الدستور).

- يمكن لرئيس الحكومة التقدم بطلب منح الثقة بشأن تصريح يدلي به في موضوع السياسة العامة، أو بشأن نص يطلب الموافقة عليه. ويؤدي سحب الثقة إلى الاستقالة الجماعية للحكومة (الفصل 103 من الدستور).

- يمكن لرئيس الحكومة حل مجلس النواب بعد استشارة الملك ورئيس المجلس ورئيس المحكمة الدستورية، بمرسوم يتخذ في مجلس وزاري (الفصل 104 من الدستور) .

- كما أن لرئيس الحكومة حق التقدم باقتراح القوانين (الفصل 78 من الدستور).

## قائمة رؤساء الحكومة
| أحزاب سياسية - حزب الاستقلال - جبهة الدفاع عن المؤسسات الدستورية - التجمع الوطني للأحرار | - الاتحاد الدستوري - حزب الاتحاد الاشتراكي للقوات الشعبية - حزب العدالة والتنمية |  |

كيانات أخرى
- مستقل

| رقم | رقم | صورة | الاسم (الميلاد – الوفاة)             | في المنصب                       | في المنصب      | في المنصب                          | الحزب السياسي                     | السلطة التشريعية (انتخابات عام)      | الملك (فترة الحكم)       |
| رقم | رقم | صورة | الاسم (الميلاد – الوفاة)             | ح                               | من             | إلى                                | الحزب السياسي                     | السلطة التشريعية (انتخابات عام)      | الملك (فترة الحكم)       |
| --- | --- | ---- | ------------------------------------ | ------------------------------- | -------------- | ---------------------------------- | --------------------------------- | ------------------------------------ | ------------------------ |
|     | 1   |      | مبارك البكاي (1907–1961)             | 1                               | 7 ديسمبر 1955  | 12 مايو 1958                       | مستقل                             | لا يوجد                              | محمد الخامس (1955–1961)  |
| 2   | 1   |      | مبارك البكاي (1907–1961)             |                                 | 7 ديسمبر 1955  | 12 مايو 1958                       | مستقل                             | لا يوجد                              | محمد الخامس (1955–1961)  |
|     | 2   |      | أحمد بلافريج (1908–1990)             | •                               | 12 مايو 1958   | 16 ديسمبر 1958                     | حزب الاستقلال                     | لا يوجد                              | محمد الخامس (1955–1961)  |
|     | 3   |      | عبد الله إبراهيم (1918–2005)         | •                               | 16 ديسمبر 1958 | 20 مايو 1960                       | حزب الاستقلال                     | لا يوجد                              | محمد الخامس (1955–1961)  |
|     | —   | —    | شاغر (حكم مباشر بواسطة محمد الخامس)  | •                               | 20 مايو 1960   | 26 فراير 1961 (توفى وهو في المنصب) | مستقل                             | لا يوجد                              | محمد الخامس (1955–1961)  |
|     | —   | —    | شاغر (حكم مباشر بواسطة الحسن الثاني) | 1                               | 26 فبراير 1961 | 13 نوفبمر 1963                     | مستقل                             | لا يوجد                              | الحسن الثاني (1961–1999) |
| 2   | —   | —    | شاغر (حكم مباشر بواسطة الحسن الثاني) |                                 | 26 فبراير 1961 | 13 نوفبمر 1963                     | مستقل                             | لا يوجد                              | الحسن الثاني (1961–1999) |
| 3   | —   | —    | شاغر (حكم مباشر بواسطة الحسن الثاني) |                                 | 26 فبراير 1961 | 13 نوفبمر 1963                     | مستقل                             | لا يوجد                              | الحسن الثاني (1961–1999) |
|     | 4   |      | أحمد أبا حنيني (1909–1971)           | •                               | 13 نوفبمر 1963 | 7 يونيو 1965                       | جبهة الدفاع عن المؤسسات الدستورية | 1963                                 | الحسن الثاني (1961–1999) |
|     | —   | —    | شاغر (حكم مباشر بواسطة الحسن الثاني) | 4                               | 7 يونيو 1965   | 7 يوليو 1967                       | مستقل                             | 1963                                 | الحسن الثاني (1961–1999) |
|     | 5   |      | محمد بنهيمة (1924–1992)              | •                               | 7 يوليو 1967   | 6 أكتوبر 1969                      | جبهة الدفاع عن المؤسسات الدستورية | 1963                                 | الحسن الثاني (1961–1999) |
|     | 6   |      | أحمد العراقي (1931–2020)             | 1                               | 6 أكتوبر 1969  | 6 أغسطس 1971                       | حزب الاستقلال                     | 1963                                 | الحسن الثاني (1961–1999) |
|     | 7   |      | محمد كريم العمراني (1919–2018)       | 1                               | 6 أغسطس 1971   | 2 نوفمبر 1972                      | مستقل                             | 1970                                 | الحسن الثاني (1961–1999) |
| 2   | 7   |      | محمد كريم العمراني (1919–2018)       |                                 | 6 أغسطس 1971   | 2 نوفمبر 1972                      | مستقل                             | 1970                                 | الحسن الثاني (1961–1999) |
|     | 8   |      | أحمد عصمان (1930–)                   | 1                               | 2 نوفمبر 1972  | 22 مارس 1979                       | التجمع الوطني للأحرار             | 1970                                 | الحسن الثاني (1961–1999) |
| 2   | 8   | 1977 | أحمد عصمان (1930–)                   |                                 | 2 نوفمبر 1972  | 22 مارس 1979                       | التجمع الوطني للأحرار             |                                      | الحسن الثاني (1961–1999) |
|     | 9   | 1977 |                                      | المعطي بوعبيد (1927–1996)       | 1              | 22 مارس 1979                       | 30 نوفمبر 1983                    | الاتحاد الدستوري                     | الحسن الثاني (1961–1999) |
| 2   | 9   | 1977 |                                      | المعطي بوعبيد (1927–1996)       |                | 22 مارس 1979                       | 30 نوفمبر 1983                    | الاتحاد الدستوري                     | الحسن الثاني (1961–1999) |
|     | (7) | 1977 |                                      | محمد كريم العمراني (1919–2018)  | 3              | 30 نوفمبر 1983                     | 30 سبتمبر 1986                    | مستقل                                | الحسن الثاني (1961–1999) |
| 4   | (7) | 1984 |                                      | محمد كريم العمراني (1919–2018)  |                | 30 نوفمبر 1983                     | 30 سبتمبر 1986                    | مستقل                                | الحسن الثاني (1961–1999) |
|     | 10  | 1984 |                                      | عز الدين العراقي (1929–2010)    | 2              | 30 سبتمبر 1986                     | 11 أغسطس 1992                     | مستقل                                | الحسن الثاني (1961–1999) |
|     | (7) | 1984 |                                      | محمد كريم العمراني (1919–2018)  | 5              | 11 أغسطس 1992                      | 25 مايو 1994                      | مستقل                                | الحسن الثاني (1961–1999) |
| 6   | (7) | 1993 |                                      | محمد كريم العمراني (1919–2018)  |                | 11 أغسطس 1992                      | 25 مايو 1994                      | مستقل                                | الحسن الثاني (1961–1999) |
|     | 11  | 1993 |                                      | عبد اللطيف الفيلالي (1928–2009) | 1              | 25 مايو 1994                       | 4 فبراير 1998                     | مستقل                                | الحسن الثاني (1961–1999) |
| 2   | 11  | 1993 |                                      | عبد اللطيف الفيلالي (1928–2009) |                | 25 مايو 1994                       | 4 فبراير 1998                     | مستقل                                | الحسن الثاني (1961–1999) |
| 3   | 11  | 1997 |                                      | عبد اللطيف الفيلالي (1928–2009) |                | 25 مايو 1994                       | 4 فبراير 1998                     | مستقل                                | الحسن الثاني (1961–1999) |
|     | 12  | 1997 |                                      | عبد الرحمن اليوسفي (1924–2020)  | 1              | 4 فبراير 1998                      | 9 أكتوبر 2002                     | حزب الاتحاد الاشتراكي للقوات الشعبية | الحسن الثاني (1961–1999) |
| 2   | 12  | 1997 | محمد السادس (1999–)                  | عبد الرحمن اليوسفي (1924–2020)  |                | 4 فبراير 1998                      | 9 أكتوبر 2002                     | حزب الاتحاد الاشتراكي للقوات الشعبية |                          |
|     | 13  |      | محمد السادس (1999–)                  | إدريس جطو (1945–)               | 1              | 9 أكتوبر 2002                      | 19 سبتمبر 2007                    | مستقل                                | 2002                     |
| 2   | 13  |      | محمد السادس (1999–)                  | إدريس جطو (1945–)               |                | 9 أكتوبر 2002                      | 19 سبتمبر 2007                    | مستقل                                | 2002                     |
|     | 14  |      | محمد السادس (1999–)                  | عباس الفاسي (1940–)             | •              | 19 سبتمبر 2007                     | 2 يناير 2012                      | حزب الاستقلال                        | 2007                     |
|     | 15  |      | محمد السادس (1999–)                  | عبد الإله بنكيران (1954–)       | 1              | 3 يناير 2012                       | 17 مارس 2017                      | حزب العدالة والتنمية                 | 2011                     |
| 2   | 15  |      | محمد السادس (1999–)                  | عبد الإله بنكيران (1954–)       |                | 3 يناير 2012                       | 17 مارس 2017                      | حزب العدالة والتنمية                 | 2011                     |
|     | 16  |      | محمد السادس (1999–)                  | سعد الدين العثماني (1956–)      | •              | 17 مارس 2017                       | 10 سبتمبر 2021                    | حزب العدالة والتنمية                 | 2016                     |
|     | 17  |      | محمد السادس (1999–)                  | عزيز أخنوش (1961–)              | •              | 10 سبتمبر 2021                     | حالي                              | التجمع الوطني للأحرار                | 2021                     |

## وصلات خارجية
- الموقع الرسمي